# 아처 (애니메이션)
《아처》(영어: Archer)는 2009년 9월 17일부터 2023년 12월 17일까지 방송된 미국의 텔레비전 애니메이션이다.

## 개요
아처는 아이시스(ISIS)라는 뉴욕에 본부를 둔 가상의 국제 스파이 조직의 스파이 요원인 스털링 아처와 그의 주변 인물들 사이에서 일어나는 일들을 다루고 있다. 성인층을 대상으로한 애니메이션으로 성인 지향적인 개그들이 이야기의 주를 이루고 있다. 시즌 5에 들어서는 1980년대의 미국 드라마이자 국내에서 마이애미의 두 형사라는 제목으로 방영된바 있는 마이애미의 두 형사의 풍자를 한 이전과는 조금 다른 스토리를 가지고 이야기를 풀어나갔다. 시즌 6에 들어서는 다시 시즌 5 이전과 비슷하게 돌아왔으나 ISIS가 이슬람 국가를 연상시킬 수 있어 아이시스 라는 명칭의 사용하지 않았다.

### 에피소드
미국 날짜로 2009년 9월 17일에 첫 에피소드가 방영되었으며 한국에서는 현재 넷플릭스에서 전 시즌을 볼 수 있다.

## 등장인물
- 스털링 맬로리 아처 (Sterling Malory Archer) - (H. 존 밴자민 분), 코드네임은 공작부인 (Duchess)이며 애니메이션의 주인공이다.
- 라나 케인(Lana Anthony Kane) - (아이샤 타일러 분)
- 맬로리 아처 (Malory Archer) - (제시카 월터 분), 스털링 아처의 어머니이자 아이시스의 수장이다.
- 시릴 피기스 (Cyril Figgis) - (크리스 파넬 분)
- 쉐릴 턴트 (Cheryl Tunt) - (주디 그리어 분)
- 파밀라 "팸" 푸비 (Pamela "Pam" Poovey) - (앰버 네쉬 분)
- 에거놉 크리거 박사 (Doctor Algernop Krieger) - (럭키 예이츠 분)
- 레이몬드 "레이" 질레트 (Raymond Q. "Ray" Gillette) - (아담 리드 분)
- 우드하우스 (Woodhouse) - (조지 코이 분)